# Pandelís Prevelákis
Pandelís Prevelákis (en grec moderne : Παντελής Πρεβελάκης), né le 3 mars 1909 à Réthymnon en Crète et mort le 15 mars 1986 à Athènes, est un écrivain, poète et dramaturge grec. La plupart de ses œuvres ont pour cadre la Crète.

## Œuvres
Ses principaux ouvrages sont La Chronique d'une cité (Το χρονικό μιας Πολιτείας - 1937), ainsi que deux trilogies : Le Crétois (1948-1950) et Les Chemins de la création, qui comporte Le Soleil de la Mort (1959), La Tête de Méduse (1963) et Le Pain des anges (1966).